# Makinami (tàu khu trục Nhật) (1942)
Makinami (tiếng Nhật: 巻波) là một tàu khu trục thuộc lớp Yūgumo của Hải quân Đế quốc Nhật Bản, từng hoạt động trong Chiến tranh Thế giới thứ hai.
Makinami được đặt lườn tại Xưởng hải quân Maizuru vào ngày 11 tháng 4 năm 1941, được hạ thủy vào ngày 27 tháng 12 năm 1941 và được đưa ra hoạt động vào ngày 8 tháng 8 năm 1942.
Trong đêm 24-25 tháng 11 năm 1943, Makinami thực hiện một chuyến đi triệt thoái binh lính đến đảo Buka, và đã đụng độ với lực lượng Hải quân Hoa Kỳ trong Trận chiến mũi St. George. Sau khi trúng phải một ngư lôi có thể đã phóng từ tàu khu trục Charles Ausburne,  Claxton hoặc Dyson, nó bị kết liễu bởi hỏa lực pháo từ các tàu khu trục Converse và Spence, và bị chìm cách 100 km (55 hải lý) về phía Đông Đông Nam mũi St. George, ở tọa độ 05°14′N 153°50′Đ / 5,233°N 153,833°Đ.
Makinami được rút khỏi danh sách Đăng bạ Hải quân vào ngày 10 tháng 2 năm 1944.